# Casandria apicimacula
Casandria apicimacula là một loài bướm đêm trong họ Noctuidae.